# Tour de Romandía 2006
La 60.ª edición del Tour de Romandía se disputó del 25 de abril al 30 de abril de 2006 con un recorrido de 656,3 km dividido en un prólogo inicial y 5 etapas, con inicio en Ginebra, y final en Lausana.
El vencedor fue el australiano Cadel Evans, cubriendo la prueba a una velocidad media de 39,2 km/h.

## Etapas[1]
| Etapa   | Recorrido     | Km    | Ganador            |
| Prólogo | Ginebra       | 3,4   | Paolo Savoldelli   |
| 1.ª     | Payerne       | 169   | Robbie McEwen      |
| 2.ª     | Porrentruy    | 171,2 | Chris Horner       |
| 3.ª     | Bienne-Leysin | 164,6 | Alberto Contador   |
| 4.ª     | Sion          | 127,7 | Alejandro Valverde |
| 5.ª     | Lausana       | 20,4  | Cadel Evans        |

## Clasificaciones
Así quedaron los diez primeros de la clasificación general de la segunda edición del Tour de Romandía
| \| 1. \| Cadel Evans \| Australia \| 16h 43'08" \| \| \| 2. \| Alberto Contador \| España \| + 27" \| \| \| 3. \| Alejandro Valverde \| España \| + 44" \| \| \| 4. \| Jörg Jaksche \| Alemania \| + 54" \| \| \| 5. \| Andrey Kashechkin \| Kazajistán \| + 1'24" \| \| \| 6. \| Dario Cioni \| Italia \| + 1'46" \| \| \| 7. \| Chris Horner \| Estados Unidos \| + 1'50" \| \| \| 8. \| Alexandre Moos \| Suiza \| + 1'51" \| \| \| 9. \| Sergio Ghisalberti \| Italia \| + 1'55" \| \| \| 10. \| Sylwester Szmyd \| Polonia \| + 2'21" \| \| |                    |                |            |  |
| 1. | Cadel Evans        | Australia      | 16h 43'08" |  |
| 2. | Alberto Contador   | España         | + 27"      |  |
| 3. | Alejandro Valverde | España         | + 44"      |  |
| 4. | Jörg Jaksche       | Alemania       | + 54"      |  |
| 5. | Andrey Kashechkin  | Kazajistán     | + 1'24"    |  |
| 6. | Dario Cioni        | Italia         | + 1'46"    |  |
| 7. | Chris Horner       | Estados Unidos | + 1'50"    |  |
| 8. | Alexandre Moos     | Suiza          | + 1'51"    |  |
| 9. | Sergio Ghisalberti | Italia         | + 1'55"    |  |
| 10. | Sylwester Szmyd    | Polonia        | + 2'21"    |  |

| \| 1. \| Alejandro Valverde \| España \| 52 puntos \| \| 2. \| Cadel Evans \| Australia \| 45 puntos \| \| 3. \| Jörg Jaksche \| Alemania \| 45 puntos \| \| 4. \| Alberto Contador \| España \| 34 puntos \| \| 5. \| Alexandre Moos \| Suiza \| 28 puntos \| |                    |           |           |
| 1. | Alejandro Valverde | España    | 52 puntos |
| 2. | Cadel Evans        | Australia | 45 puntos |
| 3. | Jörg Jaksche       | Alemania  | 45 puntos |
| 4. | Alberto Contador   | España    | 34 puntos |
| 5. | Alexandre Moos     | Suiza     | 28 puntos |

| \| 1. \| Iván Parra \| Colombia \| 31 puntos \| \| 2. \| Roger Beuchat \| Suiza \| 28 puntos \| \| 3. \| Alberto Contador \| España \| 24 puntos \| \| 4. \| Giuseppe Muraglia \| Italia \| 18 puntos \| \| 5. \| Christophe Moreau \| Francia \| 14 puntos \| |                   |          |           |
| 1. | Iván Parra        | Colombia | 31 puntos |
| 2. | Roger Beuchat     | Suiza    | 28 puntos |
| 3. | Alberto Contador  | España   | 24 puntos |
| 4. | Giuseppe Muraglia | Italia   | 18 puntos |
| 5. | Christophe Moreau | Francia  | 14 puntos |